# Петерсон, Бетти
Бетти Мария Каролина Петерсон (швед. Betty Maria Carolina Pettersson; 14 сентября 1838, приход Висбю, губерния Готланд, Швеция — 7 февраля 1885, приход Хедвиг Элеонора, Стокгольм, Швеция) — первая женщина в Швеции, получившая аттестат зрелости (аттестат о получении образования), поступившая в университет (1872) и в дальнейшем работавшая преподавателем.

## Биография

### Ранние годы
Петерсон родилась в семье седельных мастеров, проживавших по улице Адельсгатан 35 в Висбю. Она была одаренным ребенком, и поэтому имела возможность учиться в частной школе Фрекнарна Моландера. Кроме того, она брала уроки английского языка и танцев. Бетти Петерсон выделялась среди других учеников школы, которые в большинстве своем происходили из богатых семей.
Впоследствии Петерсон прошла некоторую форму подготовки для учителей на материковой части Швеции. Она вернулась на Готланд, чтобы работать учителем в частной школе, в 1860 году она окончательно уехала с острова. До 1871 г. Петерсон работала гувернанткой в различных дворянских семьях, в том числе во дворцах в Тюсте и Нючепинге.
Бетти Петерсон планировала получить высшее образование (тогда это называлось аттестатом зрелости). Однако, это было невозможно для женщин до 1870 года, когда Риксдаг постановил запустить шведскую государственную образовательную программу для учащихся-женщин. Только после этого Бетти смогла экстерном окончить Новую начальную школу в Стокгольме, и 16 мая 1871 года стала первой образованной женщиной в возрасте 33 лет. Она получила три оценки AB, четыре B+ и шесть B. За прилежание она была награждена оценкой A, в аттестате зрелости указана оценка B. В протоколе экзамена есть отметка об отличии, выставленная директором школы.
Данное событие почти не описывалась в шведской прессе, небольшая заметка появилась только в газете «Дагенс Нюхетер» (швед. Dagens Nyheter — «Новости дня»).
Еще в 1870 году Петерсон подала заявку на обучение на степень бакалавра, но диплом так и не получила.

### Упсальский университет
Впоследствии Петерсон планировала обучаться в университете, что также было невиданным явлением среди шведских женщин того времени. До 1873 года только теологические и юридические факультеты в шведских университетах / академиях принимали студенток-женщин. С 1873 года женщинам также была предоставлена возможность изучать медицину.
Бетти Петерсон, однако, поступила в Упсальский университет (Готландская нация) уже 27 февраля 1872 года и попросила королевское разрешение на получение степени бакалавра в области философии. Данное разрешение было ей предоставлено, поскольку не было установлено явного запрета на обучение женщин в университетах. Обучение Петерсон в университете осложнялось насмешками и оскорблениями со стороны других 24 членов Готландской нации. Во время учебы в университете, которое началось в октябре 1872 года, ей было разрешено посещать учебу только при сопровождении родственника-мужчины. Она также не могла принимать участие в других университетских мероприятиях, кроме лекций и семинаров.
Бетти Петерсон окончила Университет Упсалы 28 января 1875 года, получив степень кандидата философских наук. В общей сложности она изучила девять (или десять) различных дисциплин, но основными предметами были новая европейская лингвистика и современная литература. Весь список прослушанных Бетти дисциплин: Новая европейская лингвистика, современная литература, скандинавские языки, латынь, история, математика, химия, ботаника, зоология и философия.

### Преподавательская деятельность
После учебы Петерсон стала первой женщиной, работавшей в государственном шведском (мужском) учебном заведении. Осенью 1877 года она стала учителем на замену в младшей начальной школе Ладугардслэнда (позже гимназия Остра-Реал) в Стокгольме после одного года испытательного срока с осени 1875 года по весну 1876 года; по окончании испытательного срока она получила оценку «отлично» своих педагогических навыков. Трудолюбие и талант к преподаванию также получили высокие оценки. Она проработала там до конца осеннего семестра 1884 года. В течение этих лет она также была классным руководителем.
Во время работы в учебном заведении Бетти Петерсон получила свидетельство хорошего педагога. Она завоевала доверие как учеников, так и их родителей, и при необходимости обеспечивала дополнительное обучение у себя на дому. Однако, Петерсон приходилось постоянно конкурировать со своими коллегами-мужчинами.

### Личная жизнь и последние годы жизни
Бетти Петерсон никогда не вступала в брак. Она жила со своей сестрой Хедвиг, которая также содержала дом. У них был брат Эдвард, который работал моряком. Бетти Петтерссон умерла в 1885 году от чахотки. Она похоронена в братской могиле на кладбище Норра бегравнингсплатсен в Стокгольме.

## Наследие
После смерти Бетти Петерсон было опубликовано множество газетных статей о ее прорыве, хотя при жизни ей уделялось мало внимания. Так, например, в 1925 году исполнилось 50 лет с момента получения Петерсон ученой степени, чему уделили некоторое внимание. Спустя 70 лет после ее смерти, в 1955 году, в гимназии Остра-Реал была установлена памятная табличка с именем Бетти Петерсон; а также в 1977 году, в соответствии с решением комитета по культуре муниципалитета Готланда, была установлена памятная табличка в доме в Висбю, где она выросла.
В 1990 году над могилой Бетти Петерсон на кладбище Норра бегравнингсплатсен в Стокгольме была организована панихида. В Готландской высшей школе в Упсале (где в честь Бетти Петерсон также назвали бар), с 2006 года находится масляный портрет Петерсон, написанный Кайсой Халлберг на основе нескольких черно-белых фотографий.
То, что Бетти Петерсон не получила степень бакалавра в 1870 году, было отмечено Августом Стриндбергом, который поднял этот вопрос в своей книге «Рассказы о браке, часть II» (1876), где он обвинил ее в жульничестве.